# Crassispira pellisphocae
Crassispira pellisphocae é uma espécie de gastrópode do gênero Crassispira, pertencente à família Pseudomelatomidae.